# Fufius antillensis
Fufius antillensis is een spinnensoort uit de familie Cyrtaucheniidae. De soort komt voor in Trinidad.